# Stereotyp

Stereotyp padoucha

Stereotyp je definován jako předpojaté nebo příliš zjednodušené zobecnění o celé skupině objektů nebo lidí (tj. předsudky) bez ohledu na individuální rozdíly. Slovníky současné češtiny a spisovné češtiny stereotyp definují jako 
- navyklý, ustálený úkon, způsob reagování, jednání, provádění něčeho ap. (pracovní stereotyp, stereotypní otázky),
- ustálenou představu, zjednodušené, otřelé pojetí (národní stereotypy) a také
- v polygrafickém významu (viz dále).

Stereotypy fungují jako kognitivní schémata, která pomáhají organizovat informace o sociálním světě. Odrážejí naše přesvědčení o rysech typických pro příslušníky různých skupin a ovlivňují způsob, jak je kognitivně zpracováváme a emočně na ně reagujeme, i to, jaké chování od nich budeme očekávat. Na jiných lidech vnímáme a interpretujeme jako první ty charakteristiky, které jsou v souladu se stereotypy.
Používání stereotypů je hlavním způsobem, jak zjednodušujeme náš sociální svět; protože snižují množství zpracování informací (tj. myšlení), které se odehrává, když se setkáme s novou osobou. Stereotypem vyvozujeme celou řadu vlastností a schopností člověka, které předpokládáme i u ostatních členů dané skupiny. Stereotypy vedou k sociální kategorizaci, která je jedním z důvodů předpojatých postojů.

## Etymologie
V původním významu je stereotyp tisk z trvalého odlitku (otisku) sazby, případně nezměněný reprint předchozího vydání. Slovo je složeno z řec. stereos – „tvrdý, pevný“ a typtein – „razit, tisknout“. Vzniklo jako tiskařský pojem ve Francii koncem 18. století a v angličtině je doloženo již roku 1798. Metaforický význam „klišé, předsudek“ zavedl roku 1922 americký komentátor Walter Lippmann. Společenský stereotyp tak byl poprvé definován jako typický obraz, který člověku vyvstane ve vědomí, když přemýšlí o určité sociální skupině.

## Společenský stereotyp
Stereotyp je v sociologii a sociální psychologii typizovaný, běžně opakovaný a zjednodušený soubor představ a zároveň psychologický či společenský mechanismus, který reguluje vnímání a hodnocení, a tím názory, postoje i chování. Je pro něj typické nerozlišené a paušální přisuzování určitých rysů a vlastností bez výjimek všem členům dané skupiny. Má spíše iracionální povahu, a přestože může být vytvořen na základě vlastní zkušenosti, ve většině případů vzniká přeceněním jednotlivé události či osoby a následným zobecněním na celou skupinu.
Společenské stereotypy zjednodušují orientaci a rozhodování a podporují zjednodušené rozlišení na „my“ a „oni“. Dají se velmi těžko vymýtit a člověk je přebírá už v dětství či v mládí ze svého okolí, z veřejného mínění i sdělovacích prostředků, často o takových skupinách, s nimiž nemá vlastní zkušenost. Společenské stereotypy se vyskytují například v karikaturách, vtipech, pohádkách a filmech (animovaných i hraných). Často hrají velkou roli v masové propagandě.
Stereotypy mohou mít jak pozitivní (například roztomilý plyšový medvídek, který rozdává radost a lásku), ale i negativní konotaci (prohnilý padouch).
Pokud se stereotyp týká vlastní osoby nebo skupiny, mluví se o tzv. autostereotypu. Pokud naopak platí o druhých lidech, mluví se o heterostereotypu; to je soubor často nelichotivých představ o příslušnících jiných společenských skupin, vrstev, etnik a podobně, základ rasových a společenských předsudků, například stereotypy Němce, Žida, Roma, tchyně atd.

### Autostereotyp a heterostereotyp
Autostereotyp a heterostereotyp – (z řec. autos = sám, heteros = jiný, stereos = tuhý, typos = vzor, tvar) jsou specifické formy stereotypů, které si vytvářejí členové skupin k sobě samým (autostereotyp) a k jiným sociálním skupinám (heterostereotyp). Rozdíl v autostereotypech a heterostereotypech spočívá v tom, že autostereotyp vyjadřuje vědomí skupinové příslušnosti, v heterostereotyp vědomí odlišnosti od jiných skupin.  Autostereotypy a heterostereotypy se utvářejí někdy na základě vlastní zkušenosti s členstvím ve vlastní skupině a znalostí příslušníků jiných, zejm. etnických a národnostních skupin, většinou však vznikají spontánně a v zásadě iracionálně a jsou předávány tradicí, ústním podáním, pověstmi apod. Autostereotypy jsou obvykle idealizovaným obrazem vlastní skupiny, jen zřídka a jen u některých skupin jsou sebekritickým či dokonce ironickým zobrazením sebe sama. Heterostereotypy bývají velmi často kritickým obrazem a současně nezdůvodněným odsouzením cizí nebo odlišné skupiny. Utváření těchto stereotypů hraje proto významnou roli v procesech politické manipulace a ideologické infiltrace velkých skupin. Autostereotypy a heterostereotypy jsou v čase poměrně stabilní a jen velké sociální změny, zejm. pak zintenzívnění styku s jinými skupinami, je mohou modifikovat. Někteří autoři však dokazují, že ani zesílení přímých kontaktů mezi skupinami nelikviduje, ale spíše posiluje heterostereotypy. Podle empirických výzkumů se např. velmi pozitivně proměnil obraz Rusů ve vědomí Američanů v průběhu 2. světové války, ale brzy po ní znovu upadl do velmi nepřátelského heterostereotypu. Problémy autostereotypu a heterostereotypu se poprvé začali systematicky zabývat američtí sociologové, kulturní antropologové a sociální psychologové v souvislosti s rasovými a etnickými konflikty v USA. V české sociologii se s analýzami autostereotypu a heterostereotypu setkáme jen zřídka, většinou ve spojení s majoritní populací Romů.

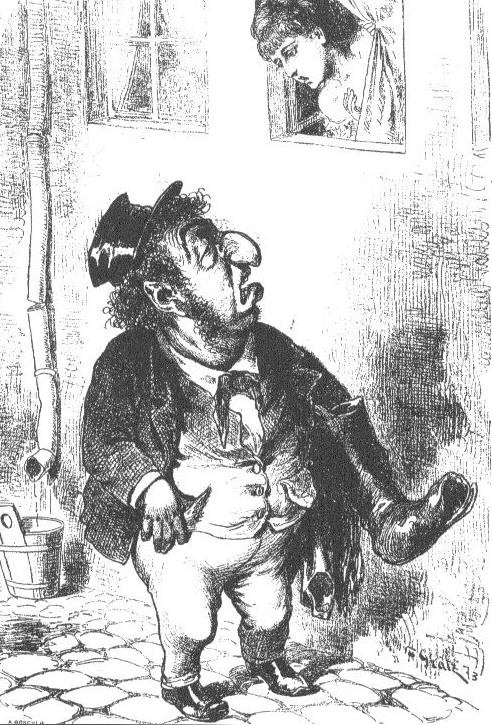
Stereotyp Žida (Vídeň, 1873)

## Stereotypizace
Stereotypizace jako psychický a současně sociální mechanismus představuje na jedné straně určitý konsenzus v pohledu na svět, ale na straně druhé determinuje vnímání i hodnocení určitých skupin jevů a ovlivňuje postoje a chování vůči nim. Stereotypizace jinými slovy nese schopnost redukovat, esencializovat a fixovat „rozdíly“. Pozornost je soustředěna na určení shodných a rozlišujících rysů. Stereotypizace se ovšem neomezuje pouze na určení zobecněných kategorií skupin lidí, ale současně zobecněné, nediferencované charakteristiky jednotlivým příslušníkům těchto skupin (v případě genderové stereotypizace mužům a ženám) přisuzuje. V tomto rámci ji lze tedy chápat jako nástroj reprodukce mocenských vztahů, a případně tedy i jako výraz dominantní (patriarchální) ideologie, který pomáhá naturalizovat status quo. Zjednodušení, ustrnulost, zobecněná očekávání, hodnocení i deformace původního vzoru, skrze něž se mocenské vztahy reprodukují, tak vedou ke vnímání stereotypizace jako diskriminačního procesu. Zvláště národní, etnické, třídní a rodové (genderové) stereotypy vytvářené dominující většinou ve společnosti jsou velmi silné.
Stereotypizace je často skloňována v souvislosti s médii, neboť ta, jakožto významní nositelé společenských a kulturních hodnot dominantní ideologie, mají rozhodující vliv na ustavování, šíření a posilování stereotypů. Genderovými stereotypy chápeme tradiční a často i diskriminační představy o typicky mužských a typicky ženských vlastnostech a o rolích a pozicích mužů a žen ve společnosti. Takovéto stereotypy můžeme nalézt téměř ve všech druzích televizních pořadů – počínaje reklamami a zprávami konče. Stereotypy jsou ze své podstaty iracionální, a proto jen velmi obtížně podléhají změně na základě logické argumentace. Stereotypizace bývá jako proces reprodukce dominantních hodnot (patriarchátu) v rámci mediální produkce často spojována s mytickými strukturami, jak je definoval Roland Barthes ve své knize Mytologie (Barthes 2004). V genderovém kontextu jde například o mýtus krásy či mýtus ženy matky. Skrze mýtus reprezentovaná schémata účinně multiplikují symbolickou represi, petrifikují sociální exkluzi a současně mohou sloužit jako racionalizace ustrnulosti, nepochopení, nevraživosti až nenávisti. Na druhou stranu jsou však potřebná, protože dělají svět jednodušší a srozumitelnější, pomáhají nám uspořádat a kategorizovat složitou sociální realitu, a proto by bylo nesmyslné se domnívat, že je možné či dokonce žádoucí se jich úplně zbavit, neboť hrají klíčovou roli v tom, jak rozumíme světu a společnosti. V momentě, kdy však vedou k takovému deformování reality, které významnou měrou přispívá k diskriminaci celé skupiny obyvatel, stávají se nebezpečnými.
Výraz stereotypizace poprvé použil Walter Lippmann (1889–1974) v roce 1922 a označil ji za „obrazy v našich hlavách“ vztahující se k ostatním lidem. Lippman vycházel z předpokladu, že je pro člověka nemožné uchopit komplexní realitu, a vytváří si tudíž prostřednictvím stereotypů zjednodušené konstrukce. Rozlišuje mezi „okolním světem“ (tedy reálně existujícím světem) a „pseudo-světem“ (tedy subjektivní percepcí světa).
Stereotypizace je společně s typizací základním konstitutivním prvkem sociální konstrukce reality, která formou kategorizujícího zjednodušení pomáhá v orientaci ve struktuře sociálního systému. Stereotypizace se však oproti typizacím – ustáleným strukturám zkušenosti – liší právě v tom, že není pouhým procesem zjednodušení, systematizace a zpřehlednění. Stereotypizace zjednodušené rysy ujařmuje tak, že stereotypy fungují současně jako nositelé soudů, názorů i předsudků, jež jsou v rámci každodenního života tzv. vždy k dispozici.

### Rasové stereotypy
Vědecké výzkumy prokázaly, že existují stereotypy různých ras, kultur nebo etnických skupin. Nejslavnější studie rasových stereotypů byla publikována autory Katz, D. a Braly, K. v roce 1933, která ukazovala výsledky dotazníků vyplněné studenty z Princetonské univerzity v USA. Většina studentů v té době byli Američané bílé barvy pleti a obrázky ostatních etnických skupin zahrnovaly Židy vyobrazené jako inteligentní osoby a také jako žoldáky, Japonce jako mazané a prohnané, osoby tmavé barvy pleti jako líné a bezstarostné, Američany jako pracovité a inteligentní. Došlo k závěru, že rasové stereotypy spočívají v upřednostňování držitele rasy a znevažování ras ostatních. Je pravděpodobné, že každá etnická skupina využívá rasové stereotypy vůči ostatním etnickým skupinám. Někteří psychologové tvrdí, že se jedná o "přirozený" aspekt lidského chování, který je viděn jako vyzdvihování své vlastní etnicity, což dlouhodobě pomáhá jedincům ztotožnit se s vlastní etnickou skupinou. Také pomáhá najít ochranu, podporu, bezpečnost a úspěch ve skupině. 

### Genderové stereotypy
Genderový stereotyp je všeobecný názor nebo předsudek o vlastnostech nebo rolích, které jsou nebo by měly být vykonávány ženami nebo muži. Genderový stereotyp je škodlivý, pokud omezuje schopnost žen a mužů rozvíjet své osobní schopnosti, vykonávat svou profesní kariéru a rozhodovat se o svém životě. Stereotypy o ženách plynou z hluboce zakořeněných postojů, hodnot, norem a předsudků vůči ženám a zároveň jsou jejich příčinou. Jsou využívány k ospravedlňování a udržování historických vztahů nadvlády mužů nad ženami a jsou příčinou sexistických postojů, které brání posilování postavení žen.
Genderové stereotypy jsou protiprávní, pokud mají za následek porušování lidských práv a základních svobod. Příkladem nesprávných genderových stereotypů je neschopnost kriminalizovat znásilnění v manželství na základě společenského vnímání žen jako sexuálního majetku mužů a neschopnost účinně vyšetřovat, stíhat a trestat sexuální násilí na ženách, např. na základě stereotypu, že ženy by se měly chránit před sexuálním násilím tím, že se oblékají a chovají skromně.

### Stereotypová hrozba
Stereotypová hrozba spočívá v uvědomění členů dané stereotypizované skupiny, že jiní lidé na ně vztahují nějaké negativní stereotypy. Toto zjištění u nich může vyvolat úzkost, a tím zhoršit jejich výkon (Steel, Aronson, 1995).
Termín stereotypní hrozba byl poprvé použit Steelem a Aronsonem (1995), kteří v několika experimentech ukázali, že studenti prvních ročníků vysoké školy, kteří jsou tmavé pleti, připravuje vysoká škola na standardizované testy mnohem hůře než studenty bílé pleti. Když rasa studentům v průběhu testování nebyla zdůrazňována, černošští studenti si vedli rovnocenně, někdy i lépe než bílí studenti. Výsledky ukázaly, že výkon v akademických kontextech může být poškozen vědomím, že na chování člověka lze pohlížet optikou rasových stereotypů. Obecně platí, že podmínky, které vytvářejí stereotypní hrozbu, jsou ty, ve kterých zdůrazněný stereotyp implikuje sebe, i když je ve spojení s příslušnými stereotypy sociální kategorie o své skupině. Situace, které zvyšují význam stereotypní skupinové identity tak mohou zvýšit zranitelnost vůči stereotypní hrozbě.